# Airman (novela)
Airman, de Eoin Colfer, es una novela de ficción histórica ambientada a finales del siglo XIX. Fue publicada en el Reino Unido, Irlanda y EE. UU. en enero de 2008. La novela fue nominada en el 2009 para la Medalla Carnegie.
Colfer Estuvo inspirado para escribir el libro después de tener una experiencia de paracaidismo. También por la agreste orografía de las islas Saltee, ya de pequeño el escritor pensaba que serían una prisión excelente.
La historia es completamente ficticia. Las Islas Saltee han estado deshabitadas desde el siglo XIX, y todos los personajes son ficticios.

## Argumento
El libro empieza con la Exposición Universal de París de 1878. Declan Broekhart y su mujer embarazada viajan en un globo junto a Victor Vigny. El globo es blanco de disparos y durante el aterrizaje forzoso la señora Broekhart da a luz, se puede decir que Conor Broekhart nace volando.
Es 1887. Conor y su familia viven en el reino soberano de Saltee Islands, junto a la costa irlandesa, gobernados por el rey Nicholas Trudeau. Nicholas es un dirigente progresista que está ayudando a las islas a adaptarse al mundo industrializado.
Cuando un incendio atrapa a Conor e Isabella (la hija del rey) en el techo de una torre, Conor hace un planeador usando una gran bandera y salva sus vidas. El niño Conor es nombrado caballero.
Conor pasa sus días con su tutor, Victor Vigny, estudiando, aprendiendo cómo volar, y explorando el castillo con Isabella. Está obsesionado con construir una "máquina de vuelo".  Desafortunadamente, el mariscal de las islas, Bonvilain, conspira para derrocar a Nicholas y controlar el reino, rico por albergar la única mina de diamantes de Europa. A pesar del intento de Conor, Nicholas y Victor son asesinados por Bonvilain, que toma el control de las islas y dice que Victor conspiró para matar al Rey. Conor es dado por muerto, pero en realidad es condenado a trabajar en la mina de diamantes de Pequeña Saltee.
Su compañero de celda, Linus Wynter, un músico americano y espía, ayuda a Conor en prisión, pero misteriosamente desaparece.
Dos años pasan y Conor ya tiene 16. Persuade al jefe de la prisión, Billtoe, para plantar hortalizas y junto a un matón llamado Otto Malarkey, consigue ocultar en los huertos siete bolsas de diamantes. Entretanto, Conor burla a Billtoe y consigue sabanas y otros materiales que utiliza para planear una fuga. Conor construye un paracaídas y ya hace tiempo que persuadió a Billtoe para que durante la coronación, varios globos de aire caliente llenos de fuegos artificiales sean soltados desde Pequeña Saltee. Conor consigue escapar colgando de uno de los globos.
En Kilmore, un pueblo irlandés cercano a las Saltees descubre a Linus Wynter, todavía vivo y una torre llena de equipamiento de aviación que una vez fue el laboratorio de Victor Vigny. Conor construye un planeador y hace vuelos a las Saltee, aterrando a los guardias y desenterrando sus bolsas de diamantes. El objetivo de Conor es utilizar los diamantes para empezar una vida nueva en los Estados Unidos de América. Los planes de Conor son interrumpidos cuándo Bonvilain le deja un cruel mensaje: pretende derrocar la monarquía envenenando a Isabella y a sus protectores, la madre y el padre de Conor. Conor decide que debe salvar a su familia y a la reina. Construye un primitivo avión a motor y vuela a Saltee. El avión es derribado por los hombres de Bonvilain, pero Conor salta y planea hasta la torre antes de que la reina beba el vino venenoso. Se descubre como Conor ante sus padres, hay una pelea y el mariscal muere al caer por los acantilados.
Un mes más tarde, la Reina Isabella está buscando reformar las islas. Ha reducido los impuestos y pretende liberar a los presos mineros para sustituirlos por una empresa minera profesional. Conor está a punto de ir a la Universidad de Glasgow para ser científico.

## Adaptación al cine
Hay rumores de una película para este libro. Puede ser dirigida por Gil Kenan y escrita por Ann Peacock. La película será distribuida por Disney. Ningún reparto ha sido escogido aún.[cita requerida]

## Publicación
- 2008, EE. UU., Hyperion Libros para Niños ISBN 1-4231-0750-0 , enero de 2008, Hardback
- Enero 2008 fuente Colfer Confidencial